# Gatjärnen
Gatjärnen är en sjö i Norbergs kommun i Västmanland och ingår i Norrströms huvudavrinningsområde. Sjön är 7,5 meter djup, har en yta på 0,256 kvadratkilometer och är belägen 135,2 meter över havet.

## Delavrinningsområde
Gatjärnen ingår i det delavrinningsområde (665619-149324) som SMHI kallar för Utloppet av Södra Barken. Medelhöjden är 139 meter över havet och ytan är 104,38 kvadratkilometer. Räknas de 107 avrinningsområdena uppströms in blir den ackumulerade arean 2 203,61 kvadratkilometer. Kolbäcksån som avvattnar avrinningsområdet har biflödesordning 3, vilket innebär att vattnet flödar genom totalt 3 vattendrag innan det når havet efter 213 kilometer. Avrinningsområdet består mestadels av skog (59 procent). Avrinningsområdet har 14,96 kvadratkilometer vattenytor vilket ger det en sjöprocent på 14,3 procent. Bebyggelsen i området täcker en yta av 2,24 kvadratkilometer eller 2 procent av avrinningsområdet.